# 14e étape b du Tour de France 1935
Pour un article plus général, voir Tour de France 1935.
La 14e étape b du Tour de France 1935 s'est déroulée le 19 juillet.
Il s'agit d'une demi-étape contre-la-montre individuel qui relie Narbonne (Aude) à Perpignan (Pyrénées-Orientales), au terme d'un parcours de 63 kilomètres.
Le Français Maurice Archambaud gagne l'étape tandis que le Belge Romain Maes conserve la tête du classement général.

## Classements

### Classement de l'étape
| \| Classement de l'étape \| Classement de l'étape \| Classement de l'étape \| Classement de l'étape \| Classement de l'étape \| \| Coureur \| Coureur \| Pays \| Équipe \| Temps \| \| --------------------- \| --------------------- \| --------------------- \| --------------------- \| --------------------- \| \| 1er \| Maurice Archambaud \| France \| \| \| \| 2e \| Romain Maes \| Belgique \| Alcyon-Dunlop \| \| \| 3e \| Georges Speicher \| France \| \| \| \| 4e \| Ambrogio Morelli \| Italie \| \| \| \| 5e \| Vasco Bergamaschi \| Italie \| \| \| \| 6e \| André Leducq \| France \| \| \| \| 7e \| Benoît Faure \| France \| \| \| \| 8e \| Jules Lowie \| Belgique \| \| \| \| 9e \| René Vietto \| France \| Helyett-Hutchinson \| \| \| 10e \| Georg Umbenhauer \| Allemagne \| \| \| |                    |           |                    |       |
| |                    |           |                    |       |
| |                    |           |                    |       |
| Classement de l'étape |                    |           |                    |       |
| Coureur | Coureur            | Pays      | Équipe             | Temps |
| 1er | Maurice Archambaud | France    |                    |       |
| 2e | Romain Maes        | Belgique  | Alcyon-Dunlop      |       |
| 3e | Georges Speicher   | France    |                    |       |
| 4e | Ambrogio Morelli   | Italie    |                    |       |
| 5e | Vasco Bergamaschi  | Italie    |                    |       |
| 6e | André Leducq       | France    |                    |       |
| 7e | Benoît Faure       | France    |                    |       |
| 8e | Jules Lowie        | Belgique  |                    |       |
| 9e | René Vietto        | France    | Helyett-Hutchinson |       |
| 10e | Georg Umbenhauer   | Allemagne |                    |       |

### Classement général à l'issue de l'étape
| \| Classement général \| Classement général \| Classement général \| Classement général \| Classement général \| \| Coureur \| Coureur \| Pays \| Équipe \| Temps \| \| ------------------ \| ------------------ \| ------------------ \| ------------------ \| ------------------ \| \| 1er \| Romain Maes \| Belgique \| Alcyon-Dunlop \| \| \| 2e \| Georges Speicher \| France \| \| \| \| 3e \| Francesco Camusso \| Italie \| Legnano-Wolsit \| \| \| 4e \| Ambrogio Morelli \| Italie \| \| \| \| 5e \| Félicien Vervaecke \| Belgique \| Alcyon-Dunlop \| \| \| 6e \| Jules Lowie \| Belgique \| \| \| \| 7e \| Sylvère Maes \| Belgique \| \| \| \| 8e \| René Vietto \| France \| Helyett-Hutchinson \| \| \| 9e \| Maurice Archambaud \| France \| \| \| \| 10e \| Gabriel Ruozzi \| France \| \| \| |                    |          |                    |       |
| |                    |          |                    |       |
| |                    |          |                    |       |
| Classement général |                    |          |                    |       |
| Coureur | Coureur            | Pays     | Équipe             | Temps |
| 1er | Romain Maes        | Belgique | Alcyon-Dunlop      |       |
| 2e | Georges Speicher   | France   |                    |       |
| 3e | Francesco Camusso  | Italie   | Legnano-Wolsit     |       |
| 4e | Ambrogio Morelli   | Italie   |                    |       |
| 5e | Félicien Vervaecke | Belgique | Alcyon-Dunlop      |       |
| 6e | Jules Lowie        | Belgique |                    |       |
| 7e | Sylvère Maes       | Belgique |                    |       |
| 8e | René Vietto        | France   | Helyett-Hutchinson |       |
| 9e | Maurice Archambaud | France   |                    |       |
| 10e | Gabriel Ruozzi     | France   |                    |       |